# موشک سری
موشک سری فیلمی به کارگردانی لسلی اچ مارتینسون و محصول سال ١٩٧٨ می باشد.این فیلم محصول مشترک کشورهای آمریکا، آلمان غربی، اسپانیا، ایتالیا و ایران است.

## موضوع فیلم
داستان مربوط به یک موشک کروز آزمایشی هسته ای است که از یک سایت نظامی شوروی در اتحاد جماهیر شوروی به سرقت رفته است. یک گروه تروریستی بین المللی، تحت فرماندهی یک مرد دیوانه که فقط به عنوان بارون شناخته می شود، مسئول است. بارون نقشه می کشد تا از موشک دزدیده شده شوروی برای نابودی کنفرانس بین المللی صلح در یک هفته در جزیره ای در خلیج فارس استفاده کند. هنگامی که کنسول ایالات متحده در ایران توسط دژخیمان بارون به قتل می رسد، الک فرانکلین، یک مامور اطلاعاتی ایالات متحده، دستور می دهد تا به ایران سفر کند تا به عنوان کنسول و همچنین تحقیق در مورد قتل. به محض ورود به تهران، الک توسط دو نفر از سرسپردگان بارون تعقیب می شود که قصد کشتن او را دارند، اما الک موفق به فرار می شود.
الک سپس از تهران به آبادان سفر می کند و در آنجا با کنستانین، یک مامور اطلاعاتی کاگ‌ب شوروی که در ایران به دنبال سرنخ هایی برای یافتن موشک کروز گم شده است، ملاقات می کند، که منجر به پیوستن الک و کنستانتین به همراه گالینا، یکی دیگر از ماموران شوروی، و لیلا می شود. یک پلیس مخفی زن ایرانی، برای تحقیق در مورد بارون به منظور یافتن مکانی که موشک کروز قبل از شروع جنگ جهانی سوم در آنجا نگهداری می شود.

## بازیگران
- پیتر گریوز در نقش الک فرانکلین
- کورد یورگنس در نقش بارون
- کاترین شوبرت در نقش گالینا
- مایکل دانته در نقش کنستانتین
- پوری بنایی در نقش لیلا